# پونته دلا مارگیندا

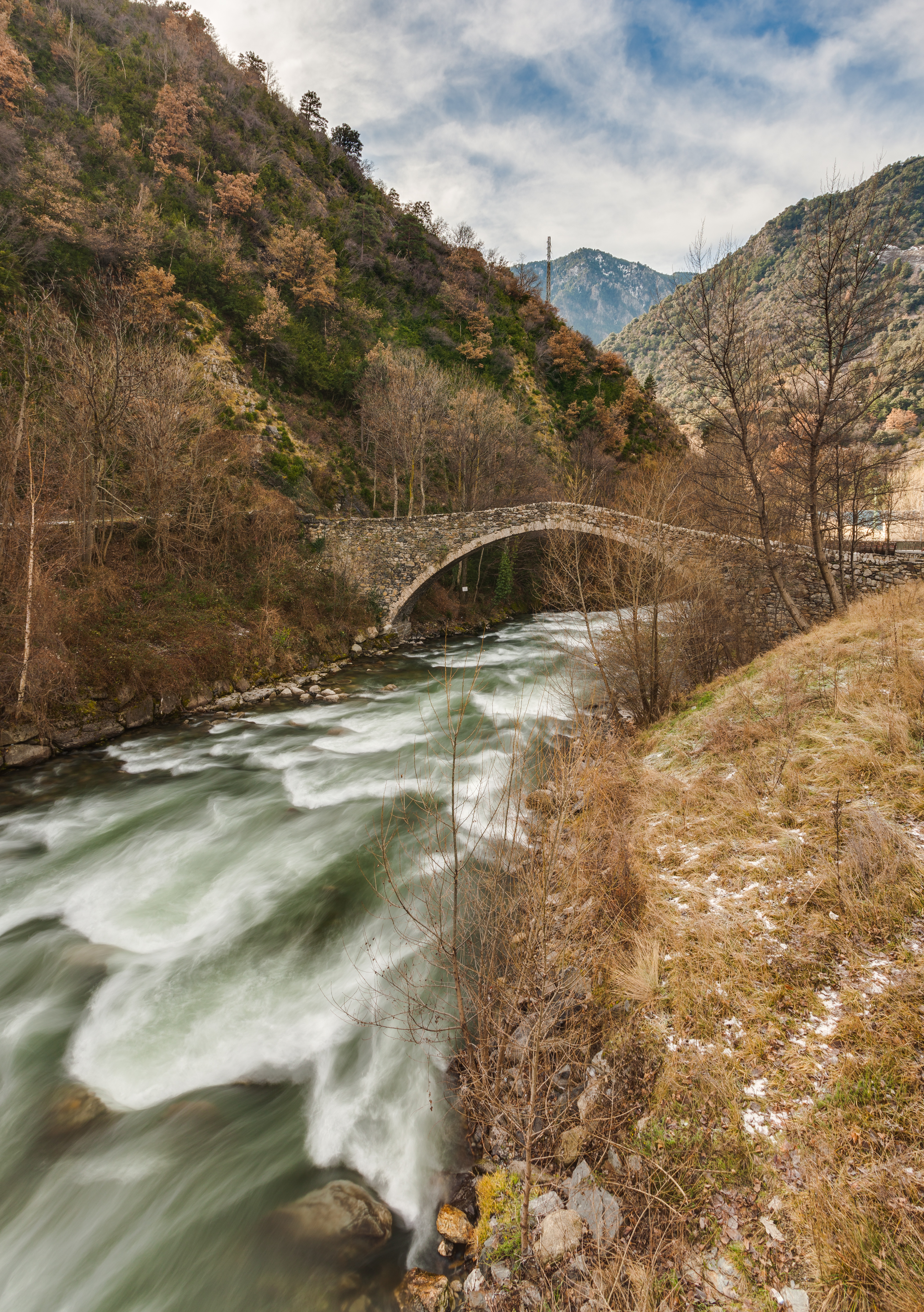
پونته دلا مارگیندا

پونته دلا مارگیندا (به انگلیسی: Pont de la Margineda) پلی واقع در سانتا کولوما، شهرستان آندورا لاولا، آندورا است. این پل یکی از میراث ثبت شده در میراث فرهنگی آندورا می‌باشد. دیوارهای این پل از گرانیت ساخته شده‌است.